# 第303步兵師 (德國國防軍)
德國國防軍陸軍第303步兵師（德語：303. Infanterie-Division），又名德貝里茨步兵師（德語：Infanterie-Division Döberitz），是納粹德國國防軍陸軍的一個步兵師。該師於1945年1月組建。
該師組建後，一直在東線作戰。
該師最後於1945年4月在哈爾伯口袋被圍殲。

## 註腳
1. ↑  Mitcham（2007年）